# Emberiza cineracea
El escribano cinéreo (Emberiza cineracea) es una especie de ave paseriforme de la familia Emberizidae.
Se reproduce en el sur de Turquía y el sur de Irán y migra en el invierno a los alrededores del mar Rojo en el noreste de África y Yemen. Unas pocas poblaciones aisladas residen en la fronteras europeas en las islas del mar Egeo.

## Subspecies
Se reconocen dos subespecies:
- Emberiza cineracea cineracea C. L. Brehm, 1855, Turquía.
- Emberiza cineracea semenowi Zarudny, 1904, montes Zagros en Irán, a Yemen, Sudán y Eritrea.